# Aequidens tetramerus
Espèce
Aequidens tetramerus est une espèce de poissons de la famille des Cichlidae.

## Répartition
Aequidens tetramerus se rencontre en Amérique du Sud.